# Cinéma nord-coréen

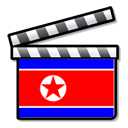
Un clap aux couleurs du drapeau nord-coréen.

Le cinéma nord-coréen existe depuis la proclamation d'indépendance du pays en 1948. En raison du caractère autoritaire du régime nord-coréen, le cinéma est utilisé comme un outil de propagande. Le cinéma nord-coréen prend comme toile de fond les périodes de l’histoire nationale (résistance, période coloniale japonaise, guerre). La production des films entièrement contrôlée par l'État n'empêche pas la présence de certaines caractéristiques cinématographiques propres au cinéma coréen et au cinéma asiatique plus généralement. 
Ce contrôle étatique se manifeste concrètement par l’acceptation du synopsis et du film par le parti. 
150 acteurs et 30 metteurs en scène sont employés par l’État. 

## Historique

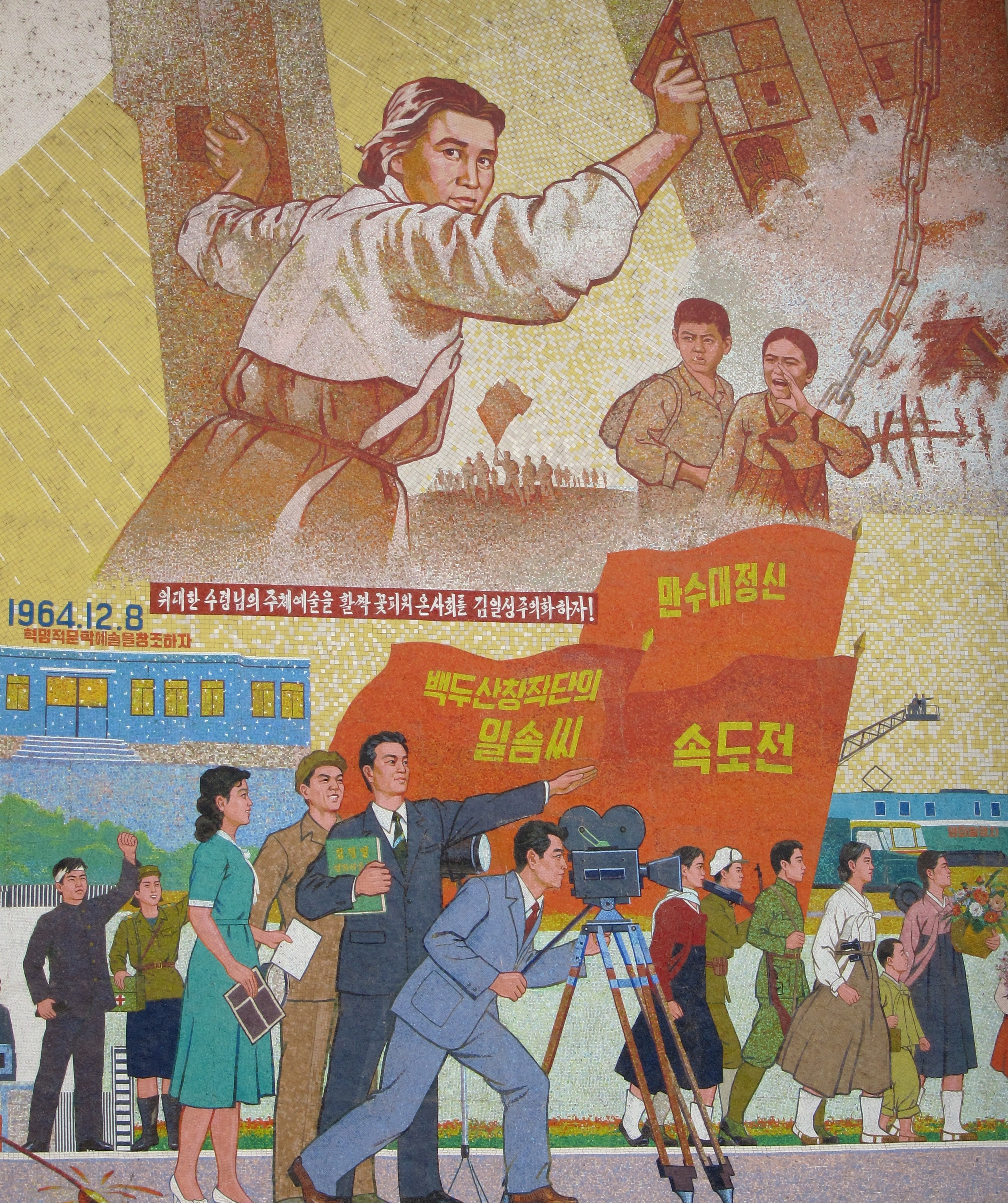
Studios de Pyongyang.

En 1948, la Corée se scinde en deux États indépendants, avec au Nord un régime communiste, et au Sud un régime sous influence américaine. Cette distinction va lourdement peser sur les styles de production cinématographique. Le cinéma est vu comme un outil au service du régime au Nord.
Le cinéma coréen est particulièrement marqué par la période de l'occupation japonaise (1910-1945). En réaction à cette occupation, dont un des caractères est l'omniprésence cinématographique, se constituent des groupements de cinéastes, qui prônent un cinéma national et communiste. Ces cinéastes se mettront plus tard au service du régime nord-coréen.

## Aspects politiques

### Une production cinématographique au service du régime
On ne peut pas à proprement parler de censure de la production cinématographique de la part du régime nord-coréen, mais plutôt d'un contrôle total de l'État.
La censure supposerait en effet une action de la part d'une autorité sur ces films, une fois qu'ils sont produits. Or, en Corée du Nord, toutes les structures de production sont nationalisées : les studios sont ainsi des structures d'État. Le régime de Kim Jong-il n'a donc aucune censure à réaliser, puisque la liberté de création artistique est déjà inexistante. Laurent Guido et Philippe Ney relèvent ainsi que « l'ensemble du processus de la production cinématographique [nord-]coréenne, du projet à la réalisation, est sous le contrôle de l'Etat.» 
Néanmoins, le terme de censure peut être utilisé, en reprenant alors cette notion dans un sens plus large : l'organisation de la production cinématographique nord-coréenne empêche en effet toute liberté d'expression et de création artistique.
La place du secteur cinématographique est considérée comme très importante, puisque la production est placée directement sous l'autorité de Kim Jong-il à partir de 1966-1967. D'après sa biographie officielle, Kim Jong-il, qui intègre le Comité central du Parti du travail de Corée en 1964, s'intéresse « dès les premiers temps de son activité [...] à la littérature et aux arts » et « fait d'abord concentrer les forces sur l'art cinématographique » .
Dans les années suivantes, il affirme son contrôle sur le secteur cinématographique de Corée du Nord. Kim Jong-il propose ainsi de « déclencher une révolution dans le cinéma en transposant à l'écran les œuvres que le camarade Kim Il-sung a écrites lors de la Lutte révolutionnaire antijaponaise. Il fait, à cette fin, mettre sur pied en 1967 la Troupe de création cinématographique Paektusan qui devra s'occuper exclusivement de cette tâche.» 
En 1969, il devient directeur adjoint du « Département de l’Agitation et de la Propagande », avant de diriger formellement la Corée du Nord à partir de 1994.
Les objectifs de ce contrôle total de l'État sont de s'assurer de la diffusion de l'idéologie du Juche, ainsi que le dit lui-même Kim Il-sung cité par Kim Jong-il dans son essai De l'art cinématographique :

« Le film doit avoir une puissante action sensibilisatrice, à l’instar d’un article de fond du journal officiel du Parti, et anticiper sur la réalité. Il lui incombe ainsi de jouer un rôle mobilisateur à chaque étape de la lutte révolutionnaire.
[...]
La tâche fondamentale de l’équipe de création est de faire des films révolutionnaires d’une grande valeur idéologique et artistique de nature à contribuer efficacement à imprégner les hommes de l’idéologie unique du Parti et à uniformiser toute la société selon les grandes idées du Juche. »

— Kim Jong-il, De l’art cinématographique
L'objet même du cinéma nord-coréen est donc la production de films mettant en avant les valeurs nationales et l'idéologie du communisme à la coréenne, dans le but d'uniformiser et de mobiliser le peuple.

### Un cinéma de propagande
Selon Antoine Coppola, le  cinéma nord-coréen est fondé sur le réalisme socialiste soviétique mais son histoire montre une évolution des thématiques. 

#### Des traits asiatiques
Une des principales caractéristiques du cinéma nord-coréen est « l'image-over ». fondée sur une succession de plans et d'événements. Ce procédé rappelle notamment les cinémas soviétique et chinois, mais aussi les mélodrames hollywoodiens. Mais, selon Antoine Coppola, « le cinéma coréen détourne ces mélodrames : le destin, les forces de la nature, les forces surnaturelles qui justifient les "coups de théâtre" des mélodrames sont désormais justifiés comme des difficultés rencontrées par le nouvel homme communiste pour bâtir l'Histoire et devenir maître du destin ».
Antoine Coppola en distingue quatre types dans le cinéma nord-coréen : 
- le plan-tribune, où un orateur, apparaissant dans un plan coupé à mi-corps, harangue la foule à la tribune ;
- le plan-composition, qui correspond à un plan cadré sur un groupe dont la composition fait ressortir le leader révolutionnaire ;
- le plan-symbole, qui suggère la présence du dirigeant (car, à la différence du cinéma soviétique ou chinois, le leader divinisé n'apparaît pas directement à l'écran) : par exemple, dans Forever in our memory (1999), alors que les travailleurs luttent contre les inondations, la présence du « Grand Guide » est suggérée par un arrêt sur image où des rayons de soleil transpercent un ciel nuageux, sur fond d'un hymne patriotique ;
- le plan-cérémonie, lequel représente les scènes de grand-messe du régime.

La catharsis des larmes et de la démesure sont d'autres traits asiatiques du cinéma nord-coréen.

#### Des spécificités cinématographiques dictées par le régime
À partir des années 1980, suivant le mot d'ordre du dirigeant Kim Jong-il, le cinéma nord-coréen met en valeur les héros cachés, dont il faut suivre l'exemple : ce sont des personnages anonymes de la vie quotidienne qui se sont dévoués à leur patrie et au socialisme, notamment dans les années d'après-guerre.
Depuis 1992, le réalisme autonome met en valeur des héros qui, par contraste avec les Occidentaux, doivent compter sur leurs seules forces grâce à leurs capacités exceptionnelles, dans un contexte de difficultés économiques et sociales accrues en Corée du Nord après la disparition du bloc socialiste.
Un autre procédé consiste en l'insertion d'images d'actualité, en rompant la narration, sous-entendant que la fiction rejoint la réalité, et créant ainsi un univers spécifique de l'œuvre (univers appelé diégèse[réf. nécessaire]).

## Aspects économiques

### Aperçu général
La Corée du Nord compte 500 écrans.
Les films sont issus du studio de production coréen, du studio de l'armée et du studio des films éducatifs, qui produit des dessins animés (y compris pour des sociétés étrangères : les séries françaises Pif le chien et Corto Maltese sont réalisées à Pyongyang[réf. nécessaire]).
Compte tenu des actuelles difficultés économiques de la république populaire démocratique de Corée, la production de films par la Corée du Nord a diminué d'une cinquantaine de longs métrages, à la fin des années 1980, à seulement deux films en 2006 : Pyongyang Nalpharam de Phyo Kwang et Maeng Chil-min et Le Journal d'une écolière, de Jang In-hak. En 2007, le budget prévisionnel pour la production cinématographique s'élève à 3 millions de dollars, correspondant à la production de 5 à 7 longs métrages.
Depuis 1987, le Festival international du film de Pyongyang est organisé dans la capitale nord-coréenne.

## Films célèbres
- 1949 : My Home Village (Naegohyang) de Kang Hong-sik
- 1969 : The Sea of Blood (Pibada) de Choe Ik-kyu
- 1972 : La Fille aux fleurs (Kotpanun chonio) de Pak Hak et Choe Ik-kyu
- 1975 : An Jung-gun shoots Ito Hirobumi (Anjunggeun ideungbakmuneul ssoda) de Om Kil-son
- 1978-1981 : Des héros sans nom (Irum Omnun Yong'ungdul) de Ryu Ho-son et Ko Hak-lim
- 1980 : L'Histoire de Chun-hyang (Chunhyangjeon) de Yu Won-jun et Yun Ryong-gyu
- 1980-1987 : Star of Korea (Joseonui byeol) de Om Kil-son
- 1982 : The Wolmi Island (Wolmido) de Jo Kyong-sun
- 1982 : Notes of a War Correspondent (Chonggungijawi sugi) de Choe Bu-kil
- 1985 : The separation (Heyeeon jekkaji) de Park Chang-seong
- 1985 : Pulgasari de Shin Sang-ok
- 1986 : Hong Kil-dong (Hong Kil-dong) de Kim Kil-in
- 1986 : Order No. 027 (Myeongryeong -027ho) de Jong Ki-mo  et Kim Ung-sok
- 1987 : A Broad Bellfower (Torajikkot) de Joo Kyun-soon
- 1987 : My Happiness (Naeui haengbok) de Kim Yeong-ho
- 1997 : Myself in the Distant Future (Meon huareui naeui moseub) de Jang In-hak
- 1999 : Forever in our memory (Chueon sone yeongweonhari) de Pang Yang-mo
- 2000 : Souls Protest (Sara-innun ryonghongdul) de Kim Chun-song
- 2006 : Pyongyang Nalpharam de Phyo Kwang et Maeng Chil-min
- 2006 : Journal d'une jeune Nord-Coréenne (Han nyeohaksaengeui ilgi) de Jang In-hak